# Ryfylke

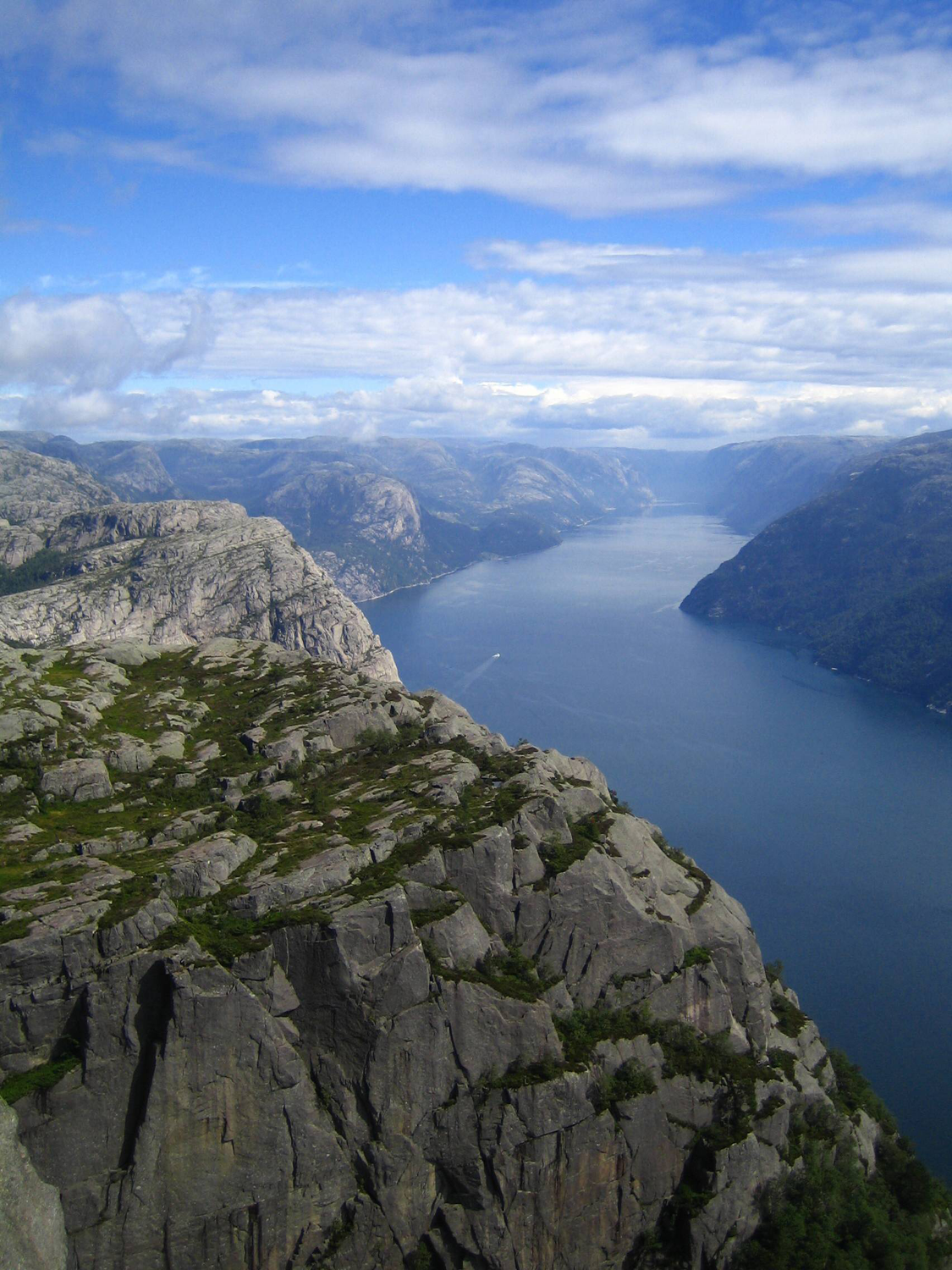
Ryfylke gezien vanaf Preikestolen

Ryfylke is een van de historische districten van Noorwegen. De streek omvat het binnenland van de provincie Rogaland alsmede een aantal eilanden ten noorden van Stavanger.

## Gemeenten
Ryfylke omvatte oorspronkelijk acht gemeenten:
- Forsand
- Strand
- Hjelmeland
- Suldal
- Sauda
- Finnøy
- Rennesøy
- Kvitsøy

Drie van deze gemeenten zijn inmiddels opgeheven, Forsand is bij Sandnes gevoegd, Finnøy en Rennesøy bij Stavanger. Tot 2007 had de streek nog een eigen tingrett. Een groot deel van de streek valt nog wel samen met het decanaat Ryfylke binnen het bisdom Stavanger van de kerk van Noorwegen.